# Alströmer (adelsätt)
För andra betydelser, se Alströmer.
Alströmer är en svensk adlig ätt, vars mest kända medlem var industrimannen Jonas Alströmer.
Jonas Alström adlades 1751 med namnet Alströmer med nummer 1938, och två av hans söner (Clas och Patrick) upphöjdes i friherrligt stånd 27 december 1778 och introducerades 1779 som friherrlig ätt nummer 302.
Den 31 december 2013 var 18 personer med efternamnet Alströmer bosatta i Sverige.

## Släktträd
Nedanstående släktträd omfattar samtliga 2019 biograferade personer med namnet Alströmer. Siffrorna i parentes betecknar tabellnummer för dem friherrliga släktgrenen. Utan tabellnummer är stamfadern, entreprenören Jonas Alströmer och dennes yngste son, Johan Alströmer, som var obetitlade adelsmän.
- Jonas Alströmer (1685–1761), entreprenör
  - Patrik Alströmer (1733–1804), industriman, upphöjd till friherre (1)
    - Jonas Alströmer (1769–1845), kopist och amatörmusiker(2)
      - Jonas Alströmer (1807–1891), kunglig sekreterare (3)
        - Jonas Alströmer (1840–1917), godsdisponent och politiker  (4)
          - Jonas Alströmer (1877–1955), diplomat (4f)
          - Thore Alströmer (1879–1945) godsdisponent och politiker (5)

      - Oscar Alströmer (1811–1888) ämbetsman och politiker (2f)

    - Margareta Alströmer (1763–1816), sångerska och konstnär (1f)

  - Claes Alströmer (1733–1804), naturhistoriker,  godsägare och mecenat, upphöjd till friherre (6)
  - Johan Alströmer (1742–1786), industriman